# Ellobius talpinus
Ellobius talpinus é uma espécie de roedor da família Cricetidae.
Pode ser encontrada nos seguintes países: Cazaquistão, Turquemenistão e Ucrânia.